# جامپاتون
جامپاتون (به اسپانیایی: Jampatune) یک کوه در پرو است که در Peru, Cusco Region, Puno Region واقع شده‌است. جامپاتون ۵٬۳۰۰ متر بالاتر از سطح دریا واقع شده‌است.